# Merochlorops dimorphus
Merochlorops dimorphus är en tvåvingeart som beskrevs av Cherian 1991. Merochlorops dimorphus ingår i släktet Merochlorops och familjen fritflugor.
Artens utbredningsområde är West Bengal (Indien). Inga underarter finns listade i Catalogue of Life.